# Медведевское сельское поселение (Вологодская область)
Муниципа́льное образова́ние «Медве́девское» — упразднённое сельское поселение в северо-восточной части Тотемского муниципального района Вологодской области.
Административный центр — посёлок Камчуга (в 8 км от Медведева). Расстояние до районного центра — города Тотьма — 27 км.
Образовано в соответствии с законом Вологодской области от 6 декабря 2004 года № 1124-ОЗ
«Об установлении границ Тотемского муниципального района, границах и статусе муниципальных образований, входящих в его состав».
В состав сельского поселения вошли сельсоветы:
- Медведевский (ОКАТО 19 246 832, 14 населённых пунктов, центр — деревня Медведево)
- Нижнепеченьгский (ОКАТО 19 246 840, 3 населённых пункта, центр — посёлок Михайловка)[2].

Законом Вологодской области от 1 июня 2015 года № 3670-ОЗ, были преобразованы, путём их объединения, муниципальные образования «Медведевское» и «Пятовское» — в сельское поселение Пятовское с административным центром в деревне Пятовская.

## География
Граничит:
- на северо-западе с Тарногским муниципальным районом
- на севере с Нюксенским муниципальным районом
- на западе с Пятовским сельским поселением
- на востоке и юге с Бабушкинским муниципальным районом

По территории протекает река Сухона, множество впадающих в неё рек и их притоков: Старая Тотьма, Большая Нореньга, Малая Норенька, Коконега, Камчуга, Большой Чёрный, Пельшма, Малая Пиньга, Большая Пиньга, Дороватка, Шукшеньга, Комарица, Сельменьга, Шишка, Нижняя Печеньга, Лесная Печеньга, Кирженьга, Глубокая, Коченьга, Лочваж, Пяртус, Токмас, Леваш.

## Экономика
- отделение «Медведево» сельскохозяйственного производственного кооператива «Тотемский»

Посёлок Камчуга. Бывший лесозаготовительный пункт по заготовке и обработке древесины. Основное население поселка Камчуга пенсионеры и безработные . Есть средняя школа, три магазина, почта, отделение сбербанка, медицинский фельдшерский пункт.

## Власть
Действующая система органов местного самоуправления района учреждена Уставом Тотемского муниципального района Вологодской области, принятым решением № 101 Тотемского районного муниципального Собрания 19 июля 2005 года.
Местное самоуправление в поселении осуществляется на основании Устава, который был утверждён решением совета депутатов Медведевского сельского поселения Тотемского муниципального района Вологодской области от 8 августа 2005 года.
Глава муниципального образования Воропанова Татьяна Александровна, избрана 5 июня 2005 года (количество голосов «за» — 64,85 %), она же является также председателем представительного органа. Количество депутатов в представительном органе — 10.
Администрация поселения расположена по адресу: 161305 Вологодская область, Тотемский район, п. Камчуга, дом 59.

## Населённые пункты
В 1999 году был утверждён список населённых пунктов Вологодской области. До 1 марта 2010 года состав сельского поселения не изменялся.
В состав сельского поселения входят 17 населённых пунктов, в том числе
15 деревень,
2 посёлка.
| Населённый пункт        | ОКАТО          | Рег. номер | Расстояние до районного центра, км | Индекс | Координаты                      |
| ----------------------- | -------------- | ---------- | ---------------------------------- | ------ | ------------------------------- |
| деревня Горелая         | 19 246 832 002 | 6205       | 18,8                               | 161304 | 60°02′15″ с. ш. 43°01′23″ в. д. |
| деревня Заборная        | 19 246 832 003 | 6207       | 18,7                               | 161304 | 60°00′59″ с. ш. 43°00′18″ в. д. |
| деревня Запольная       | 19 246 832 004 | 6206       | 19,4                               | 161304 | 60°02′17″ с. ш. 43°02′09″ в. д. |
| деревня Камчуга         | 19 246 832 005 | 6209       | 29,3                               | 161304 | 60°02′22″ с. ш. 43°10′11″ в. д. |
| посёлок Камчуга         | 19 246 832 006 | 6208       | 28,8                               | 161304 | 60°02′50″ с. ш. 43°10′03″ в. д. |
| деревня Колупаиха       | 19 246 832 007 | 6210       | 20,9                               | 161304 |                                 |
| деревня Коченьга        | 19 246 832 014 | 6211       | 56                                 | 161304 | 60°09′22″ с. ш. 43°32′46″ в. д. |
| деревня Леваш           | 19 246 840 003 | 6231       | 65                                 | 161306 | 60°06′28″ с. ш. 43°42′27″ в. д. |
| деревня Лобаниха        | 19 246 832 008 | 6212       | 18,4                               | 161304 | 60°02′07″ с. ш. 43°02′48″ в. д. |
| деревня Медведево       | 19 246 832 001 | 6204       | 17,1                               | 161304 | 60°01′37″ с. ш. 43°01′14″ в. д. |
| посёлок Михайловка      | 19 246 840 001 | 6230       | 50                                 | 161306 | 60°04′47″ с. ш. 43°28′55″ в. д. |
| деревня Неклюдиха       | 19 246 832 009 | 6213       | 21,6                               | 161304 | 59°59′19″ с. ш. 42°59′27″ в. д. |
| деревня Нижняя Печеньга | 19 246 840 004 | 6232       | 55                                 | 161306 | 60°04′22″ с. ш. 43°33′11″ в. д. |
| деревня Слуда           | 19 246 832 010 | 6214       | 19,9                               | 161304 | 60°00′28″ с. ш. 42°59′27″ в. д. |
| деревня Совинская       | 19 246 832 011 | 6215       | 18,6                               | 161304 | 60°01′55″ с. ш. 43°02′09″ в. д. |
| деревня Тихониха        | 19 246 832 012 | 6216       | 20,7                               | 161304 | 59°59′39″ с. ш. 42°59′58″ в. д. |
| деревня Филинская       | 19 246 832 013 | 6217       | 17,7                               | 161304 |                                 |